# Aeropuerto Alcides Fernández
Aeropuerto Alcides Fernández (IATA: ACD, OACI: SKAD) es un aeropuerto comercial situado en la costa Caribe de Colombia en el departamento de Chocó, el cual sirve al municipio de Acandí. El aeropuerto es considerado por los residentes del esta población como un eslabón importante entre aquella comunidad y el resto de Colombia así como el país vecino de Panamá. 
El aeropuerto estuvo cerrado desde hace algunos años a principios del 2000, debido a que el turismo de Acandí sufrió un descenso. La alcaldía pagó 30.000.000 pesos colombianos (aproximadamente 12.500 dólares estadounidenses) para ampliar la pista de aterrizaje y despegue del aeropuerto y construir mejores instalaciones en la terminal. El gobierno colombiano pagó un total de 1.500.000.000 de pesos colombianos (aproximadamente 520.000 dólares) para ayuda en la renovación del aeropuerto como parte del Plan Colombia. En 2003, el ministro de transporte colombiano Andrés Uriel Gallego y el director del D. A. de Aeronáutica Civil de Colombia Juan Carlos Vélez reabríeron el aeropuerto para uso comercial después de que la renovación fue completada.
Antes de su cierre operaban en esta terminal las compañías West Caribbean Airways y Aerolínea de Antioquia, ambas con aeronaves para 19 pasajeros. Actualmente solamente se operan vuelos chárter hacia el Olaya Herrera de Medellín.

## Aerolíneas y destinos

### Destinos chárter
- Searca (Chárter)
  - Bogotá - Aeropuerto Internacional El Dorado
  - Medellín - Aeropuerto Olaya Herrera
- TAC Colombia (Chárter)
  - Bogotá - Aeropuerto Internacional El Dorado
  - Medellín - Aeropuerto Olaya Herrera

### Destinos finalizados
- Aerolínea de Antioquia
  - Medellín - Aeropuerto Olaya Herrera

## Aeronaves comerciales
- Searca (Chárter)
  - Let L-410 UVP-E
- TAC Colombia (Chárter)
  - Let L-410 UVP-E